# Phylogenetik

Baum des Lebens

Die Phylogenetik (retronymes Kofferwort aus altgriechisch φυλή, φῦλον phylé, phylon, deutsch ‚Stamm‘, ‚Clan‘, ‚Sorte‘ und γενετικός genetikós, deutsch ‚Ursprung‘) ist eine Fachrichtung der Genetik und Bioinformatik, die sich mit der Erforschung von Abstammungen beschäftigt.

## Eigenschaften
Die Phylogenetik verwendet heutzutage Algorithmen zur Bestimmung von Verwandtschaftsgraden zwischen verschiedenen Arten oder zwischen Individuen einer Art aus DNA-Sequenzen, die zuvor per DNA-Sequenzierung ermittelt wurden. Dadurch kann ein phylogenetischer Baum erstellt werden. Die Phylogenetik wird unter anderem zur Erzeugung von Taxonomien herangezogen. Als Algorithmen werden unter anderem Parsimony, die Maximum-Likelihood-Methode (ML-Methode) und die MCMC-basierte Bayesische Inferenz verwendet. Vor der Entwicklung der DNA-Sequenzierung und von Computern wurde die Phylogenetik aus Phänotypen über eine Distanzmatrix abgeleitet (Phänetik), jedoch waren die Unterscheidungskriterien teilweise nicht eindeutig, da Phänotypen – selbst über einen kurzen Zeitraum betrachtet – von vielen weiteren Faktoren beeinflusst werden und sich verändern.

## Geschichte

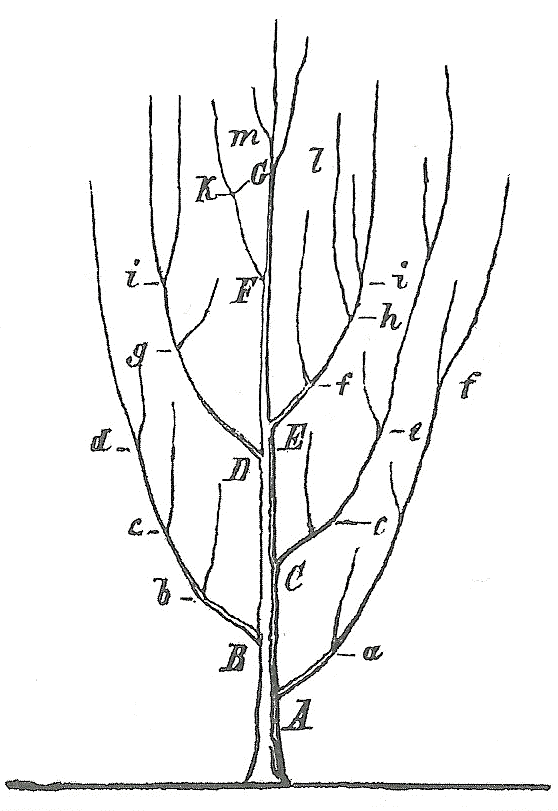
Lebensbaum von Heinrich Bronn

Im 14. Jahrhundert entwickelte der franziskanische Philosoph Wilhelm von Ockham das Abstammungsprinzip lex parsimoniae. Im Jahr 1763 wurde Pastor Thomas Bayes’ Grundlagenwerk zur Bayesschen Statistik veröffentlicht. Im 18. Jahrhundert führte Pierre Simon Laplace, Marquis de Laplace, eine Form des Maximum-likelihood-Ansatzes ein. 1837 publizierte Charles Darwin die Evolutionstheorie mit einer Darstellung eines Stammbaums. Eine Unterscheidung der Homologie und der Analogie wurde erstmals 1843 von Richard Owen getroffen. Der Paläontologe Heinrich Georg Bronn publizierte 1858 erstmals das Aussterben und Neuauftreten von Arten im Stammbaum. Im gleichen Jahr wurde die Evolutionstheorie erweitert. Die Bezeichnung Phylogenie wurde 1866 von Ernst Haeckel geprägt. Er postulierte in seiner Rekapitulations-Theorie einen Zusammenhang zwischen der Phylogenese und der Ontogenese, der heute nicht mehr haltbar ist. Im Jahr 1893 wurde Dollo’s Law of Character State Irreversibility veröffentlicht.
Im Jahr 1912 verwendete Ronald Fisher die maximum likelihood (Maximum-Likelihood-Methode in der molekularen Phylogenie). 1921 wurde die Bezeichnung phylogenetisch von Robert John Tillyard bei seiner Klassifizierung geprägt. Im Jahr 1940 führte Lucien Cuénot den Begriff der Klade ein. Ab 1946 präzisierten Prasanta Chandra Mahalanobis, ab 1949 Maurice Quenouille und ab 1958 John Tukey das Vorläufer-Konzept.
Im Jahr 1950 folgte eine erste Zusammenfassung von Willi Hennig, im Jahr 1966 die englische Übersetzung. 1952 entwickelte William Wagner die Divergenzmethode. 1953 wurde der Begriff Kladogenese geprägt. Arthur Cain und Gordon Harrison verwendeten ab 1960 die Bezeichnung kladistisch. Ab 1963 verwendeten A. W. F. Edwards und Cavalli-Sforza die maximum likelihood in der Linguistik. Im Jahr 1965 wurde von J. H. Camin und Robert R. Sokal die Camin-Sokal parsimony und ein erstes Computerprogramm für kladistische Analysen entwickelt. Im gleichen Jahr wurde die character compatibility method gleichzeitig von Edward Osborne Wilson sowie von Camin und Sokal entwickelt. Im Jahr 1966 wurden die Begriffe Kladistik und Kladogramm geprägt. 1969 entwickelte James Farris die dynamische und sukzessive Wichtung, auch erschien die Wagner parsimony von Kluge und Farris und der CI (consistency index). sowie die paarweise Kompatibilität der Clique-Analyse von W. Le Quesne. Im Jahr 1970 generalisierte Farris die Wagner parsimony. 1971 veröffentlichte Walter Fitch die Fitch parsimony und David F. Robinson veröffentlichte den NNI (nearest neighbour interchange), zeitgleich mit Moore u. a. Auch wurde 1971 die ME (minimum evolution) von Kidd und Sgaramella-Zonta publiziert. Im folgenden Jahr entwickelte E. Adams den Adams consensus.
Die erste Anwendung des maximum likelihood für Nukleinsäuresequenzen erfolgte 1974 durch J. Neyman. Farris publizierte 1976 das Präfix-System für Ränge. Ein Jahr später entwickelte er die Dollo parsimony. Im Jahr 1979 wurde der Nelson consensus von Gareth Nelson veröffentlicht, sowie der MAST (maximum agreement subtree) und GAS (greatest agreement subtree) von A. Gordon und der bootstrap von Bradley Efron. 1980 wurde PHYLIP als erste Software für phylogenetische Analysen von Joseph Felsenstein publiziert. Im Jahr 1981 wurde der majority consensus von Margush und MacMorris, der strict consensus von Sokal und Rohlf und der erste effiziente Maximum-Likelihood-Algorithmus von Felsenstein. Im folgenden Jahr wurden PHYSIS von Mikevich und Farris sowie branch and bound. von Hendy und Penny veröffentlicht. 1985 wurde, basierend auf Genotyp und Phänotyp, die erste kladistische Analyse von Eukaryoten durch Diana Lipscomb publiziert. Im gleichen Jahr wurde bootstrap erstmals für phylogenetische Untersuchungen von Felsenstein verwendet, ebenso wie jackknife von Scott Lanyon. 1987 wurde die neighbor-joining method von Saitou und Nei publiziert. Im Jahr darauf wurde Hennig86 in der Version 1.5 von Farris entwickelt. Im Jahr 1989 wurde der RI (retention index) und der RCI (rescaled consistency index) von Farris und die HER (homoplasy excess ratio) von Archie publiziert. 1990 wurde der combinable components (semi-strict) consensus von Bremer sowie das SPR (subtree pruning and regrafting) und die TBR (tree bisection and reconnection) von Swofford und Olsen veröffentlicht. Im Jahr 1991 folgte der DDI (data decisiveness index) von Goloboff. 1993 wurde das implied weighting von Goloboff publiziert. Im Jahr 1994 wurde der decay index von Bremer veröffentlicht. Ab 1994 wurde der reduced cladistic consensus von Mark Wilkinson entwickelt. 1996 wurde die erste MCMC-basierte Anwendung der Bayesschen Inferenz unabhängig von Li, Mau sowie Rannalla und Yang entwickelt. Im Jahr 1998 wurde die TNT (Tree Analysis Using New Technology) von Goloboff, Farris und Nixon publiziert. 2003 wurde das symmetrical resampling von Goloboff veröffentlicht.

## Anwendungen

### Evolution von Karzinomen
Seit der Entwicklung von Next Generation Sequencing kann man die Evolution von Krebszellen auch auf molekularer Ebene verfolgen. Wie im Hauptartikel Karzinogenese beschrieben, entsteht ein Tumor zuerst durch eine Mutation in einer Zelle. Unter bestimmten Bedingungen häufen sich weitere Mutationen an, die Zelle teilt sich unbeschränkt und schränkt ihre DNA-Reparatur weiter ein. Es entwickelt sich ein Tumor, der aus verschiedenen Zellpopulationen besteht, die jeweils unterschiedliche Mutationen haben können. Diese Tumor-Heterogenität ist gerade für die Behandlung von Krebspatienten von enormer Bedeutung. Phylogenetische Methoden erlauben es, den Stammbaum für einen Tumor zu bestimmen. An diesem kann man ablesen, welche Mutationen in welcher Subpopulation des Tumors vorhanden sind.

### Linguistik
Cavalli-Sforza beschrieb erstmals die Ähnlichkeit der Phylogenetik von Genen mit der Evolution von Sprachen aus Ursprachen. Die Methoden der Phylogenetik werden daher auch zur Bestimmung von Abstammungen von Sprachen verwendet. Dies führte unter anderem dazu, die sogenannte Urheimat der indoeuropäischen Sprachfamilie in Anatolien zu verorten. In der Wissenschaft ist diese Anwendungsübertragung der Phylogenetik jedoch grundsätzlich umstritten, da die Verbreitung von Sprachen nicht nach biologisch-evolutionären Mustern verläuft, sondern eigenen Gesetzmäßigkeiten folgt.